# Шпильман

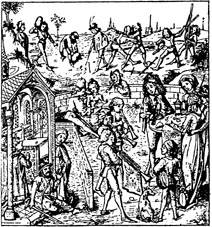
Средневековая гравюра выступления шпильманов

Шпильман (нем. Spielmann, букв. «игрец») — средневековый бродячий артист, музыкант, поэт в немецкоязычных государствах и странах. 

## История
Шпильманы являлись исполнителями эпоса и других жанров средневековой поэзии и при этом были одновременно музыкантами, а часто ещё потешниками, фокусниками (то же, что французские жонглёры, в России — скоморохи, в Италии и Испании — голиарды). Название утвердилось во второй половине XII века. Поначалу были нищими, но с XIV века перешли в разряд профессиональных городских музыкантов, организованных в цехи и гильдии, объединявшиеся под руководством «короля» или «графа» музыкантов. Цехи сохранялись до XVIII века.
Понятие «шпильман» означало в Западной Европе в период Средневековья достаточно разнообразные виды деятельности: это были артисты различного жанра, фокусники, жонглёры, шуты, фигляры, чтецы-декламаторы, музыканты и другие. Их объединяло то, что вся их деятельность служила цели развлечения. Они находили свою аудиторию как среди простого народа так и в феодальном замке, где присутствие шпильманов стало необходимой принадлежностью пиров, празднеств и прочих увеселительных мероприятий. Основная масса средневековых шпильманов не была оседлой и относилась к бродячим артистам, переходившим с места на место. Шпильманы происходят из различных слоёв общества: из обедневших отпрысков низшей знати, городского населения, изменившего свой социальный статус вследствие неблагоприятных жизненных обстоятельств и материальной нужды, из представителей низшего клира, порвавших с официальной церковью и посвятивших себя ремеслу бродячих артистов. В отличие от бродячих музыкантов оседлые и находящиеся постоянно на службе при дворе знати или городские шпильманы могли снискать определённое общественное признание. Так, некоторые из шпильманов обосновывались при феодальных дворах и становились служилыми людьми, выполнявшими подчас важные поручения феодала, часто сами были персонажами героического эпоса, не только как свидетели событий, но и как активные их участники (как, например, Вербель и Свеммель в «Песни о нибелунгах»). 
Их часто называют просто бродячими людьми (нем. fahrende leute), хотя среди странствующих можно встретить и небогатого рыцаря, и школяра, и подмастерья. Церковь издавна преследовала шпильманов. Согласно средневековому судебнику («Саксонское зерцало», VIII–IX веков), шпильманы, так же как преступники, стоят вне закона (rechtlos). Тот, кто против желания отца становится шпильманом, лишается наследства. Но когда в XII веке к ним присоединились странствующие клирики и из их среды выделились талантливые поэты, имя «шпильман» получило новое значение и вес. Знатные господа охотно берут их на службу, дают им различные посольские поручения. Эпическое искусство шпильманов в противоположность рыцарскому роману оставалось анонимным. Поэт не называет своего имени, значительно сдержаннее в своих оценках, прямо не порицает и не хвалит поступки тех лиц, которые изображены в его произведении. Этому искусству присущ гиперболизм (числа или силы), что особенно впечатляет в сценах массовых битв: от ударов мечей содрогается земля, море стонет, искры столбом летят из шлемов, кольчуг, копья и стрелы сыплются, как хлопья снега, противники наносят друг другу страшные раны, после боя приходится отмывать со стен густую кровь. В «Кудруне» богатырь Вате с такой силой трубит в рог, подавая сигнал к началу сражения, что сдвигаются камни, из которых сложены стены замка. Во второй половине XII века шпильманы создали тип эпических поэм преимущественно авантюрного характера. Их наиболее распространенный сюжет – сватовство и добыча невесты хитростью, с помощью верных слуг («Король Ротер», «Освальд», «Орендель»), путешествия героя в дальние страны («Герцог Эрнст»). Шпильманы охотно вводили в свои произведения сюжеты и мотивы восточных сказок, например о Синдбаде-мореходе. Они привнесли элементы восточной экзотики в рыцарский роман, но и сами испытали его влияние. Средневековый поэт-шпильман окружён слушателями и адресует им свое повествование, нередко прерывая его обращением: «Я хочу вам рассказать.»… 